# Pineto
Pineto is een gemeente in de Italiaanse provincie Teramo (regio Abruzzen) en telt 13.497 inwoners (31-12-2004). De oppervlakte bedraagt 37,7 km², de bevolkingsdichtheid is 353 inwoners per km².
De volgende frazioni maken deel uit van de gemeente: Scerne, Mutignano, Torre S.Rocco, Borgo S.Maria.

## Demografie
Pineto telt ongeveer 5021 huishoudens. Het aantal inwoners steeg in de periode 1991-2001 met 9,3% volgens cijfers uit de tienjaarlijkse volkstellingen van ISTAT.
| Jaar | Inwoneraantal |
| ---- | ------------- |
| 1991 | 11.980        |
| 2001 | 13.095        |

## Geografie
De gemeente ligt op ongeveer 0 m boven zeeniveau.
Pineto grenst aan de volgende gemeenten: Atri, Roseto degli Abruzzi, Silvi.